# کمیته مرکزی فتح
کمیته مرکزی فتح عالی‌ترین نهاد تصمیم ساز سازمان و حزب فلسطینی فتح است.
نخستین کمیته مرکزی فتح در فوریه ۱۹۶۳ با شرکت ده نفر از جمله یاسر عرفات، خلیل الوزیر، صلاح خلف، و خالد الحسن تشکیل شد.

## اعضای کنونی
- محمود عباس
- محمود العالول
- سلیم الزعنون
- أبو ماهر غنیم
- عباس زکی

| - مروان البرغوثی - ناصر القدوة - جبریل الرجوب - توفیق الطیراوی - صائب عریقات | - عثمان ابو غربیة - محمد دحلان - محمد المدنی - جمال محیسن - عزام الأحمد | - سلطان أبو العینین - حسین الشیخ - نبیل شعث - محمد اشتیه - الطیب عبد الرحیم |

## منبع شناسی
- Atkins, Stephen. Encyclopedia of National Movements.
- Rubin, Barry. Transformation of Palestinian Politics.